# Fluffy Gardens
Fluffy Gardens è una serie animata irlandese/britannica, rivolta a bambini in età prescolare.
La serie è scritta e diretta da Jason Tammemagi e prodotta da Monster Animation, Target Entertainment, Irish Film Board e Sound & Vision Broadcasting Funding Scheme. Il programma è distribuito internazionalmente da Target Entertainment.
Il programma è andato in onda su Raidió Teilifís Éireann in Irlanda, Cartoonito e CITV nel Regno Unito, Australian Broadcasting Corporation in Australia e Discovery Kids (come Fofópolis in Brasile, Fabulópolis nell'America Latina) e Smile of a Child negli Stati Uniti d'America. Il programma è stato venduto in oltre 100 Paesi del mondo.

## Trama
Ogni episodio dura 7 minuti e racconta la storia di un personaggio differente.

## Personaggi
- Paolo il gatto
- Floella il pipistrello
- Mr.Johnson il panda
- Wee Reg il cane
- Mavis il cavallo
- Fudge e Lily i gatti
- Tooty il elefante
- Lola la zanzara
- George il cane
- Mrs.Toasty la pecora
- Lenny il polpo
- Colleen la mucca
- Rex il maiale
- Babs l'uccello azzurro
- Chuckles il gallo
- Camille il coccodrillo
- Cornelius il granchio
- Sparkles la scimmia
- Bill l'ornitorinco
- Henny l'ippopotamo
- Pertree l'orso
- Stinky la puzzola
- Una il gufo
- Pip lo scoiattolo
- Terence il rospo
- Mildred la talpa
- Polly il pellicano
- Harold lo squalo
- Sebastian il canguro
- Scoopy il coniglio
- Stella l'anemone
- Poppy la tigre

- Mindy il fenicottero
- Monty la capra
- Aunt Snug la pecora
- Royston la mantide
- Mia il tapiro
- Max la zebra
- La piccola cosa verde
- Nigel il topo